# Сент-Эзеб-ан-Шансор
Сент-Эзе́б-ан-Шансо́р (фр. Saint-Eusèbe-en-Champsaur, окс. Sant Esèbe de Champsaur) — коммуна во Франции, находится в регионе Прованс — Альпы — Лазурный Берег. Департамент коммуны — Верхние Альпы. Входит в состав кантона Сен-Бонне-ан-Шансор. Округ коммуны — Гап.
Код INSEE коммуны — 05141.

## Население
Население коммуны на 2008 год составляло 138 человек.
| 1789 | 1889 | 1962 | 1968 | 1975 | 1982 | 1990 | 1999 | 2008 |
| ---- | ---- | ---- | ---- | ---- | ---- | ---- | ---- | ---- |
| 419  | 518  | 158  | 165  | 147  | 142  | 142  | 143  | 138  |

## Экономика
В 2007 году среди 82 человек в трудоспособном возрасте (15—64 лет) 56 были экономически активными, 26 — неактивными (показатель активности — 68,3 %, в 1999 году было 72,3 %). Из 56 активных работали 46 человек (24 мужчины и 22 женщины), безработных было 10 (8 мужчин и 2 женщины). Среди 26 неактивных 7 человек были учениками или студентами, 13 — пенсионерами, 6 были неактивными по другим причинам.

## Фотогалерея

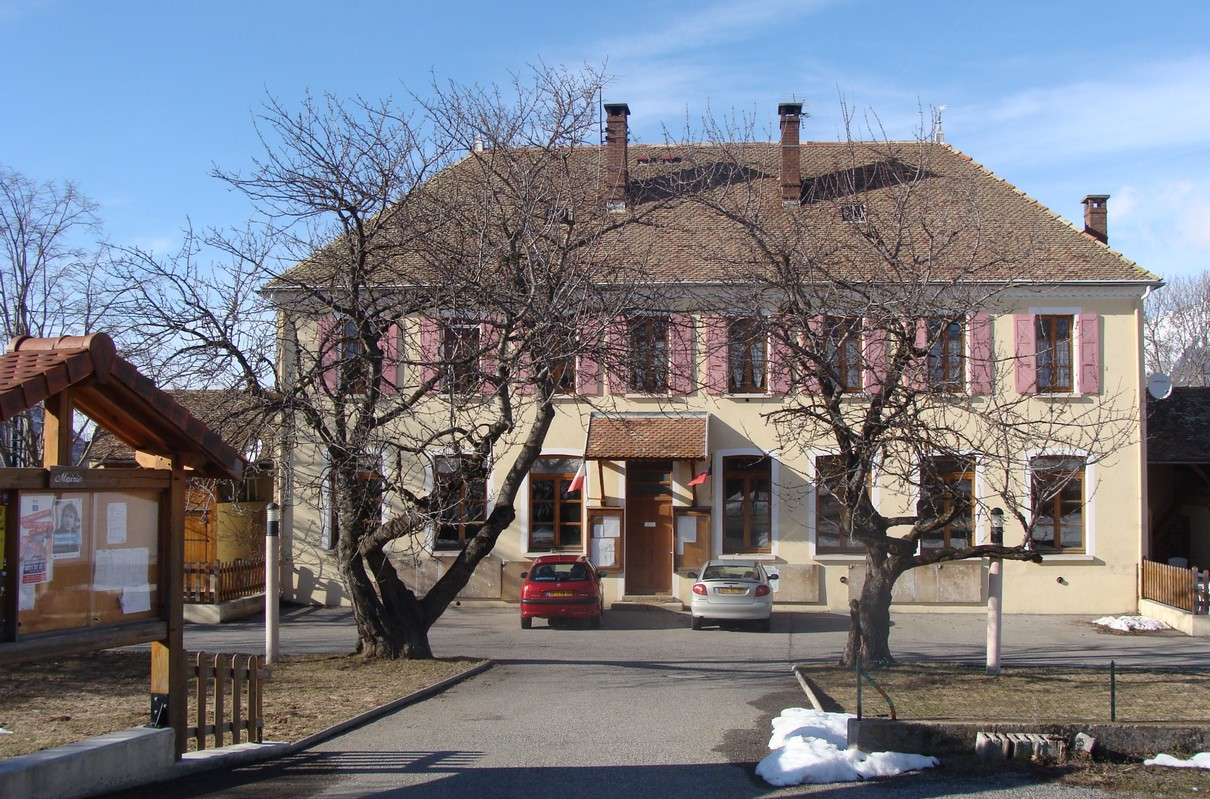
Мэрия
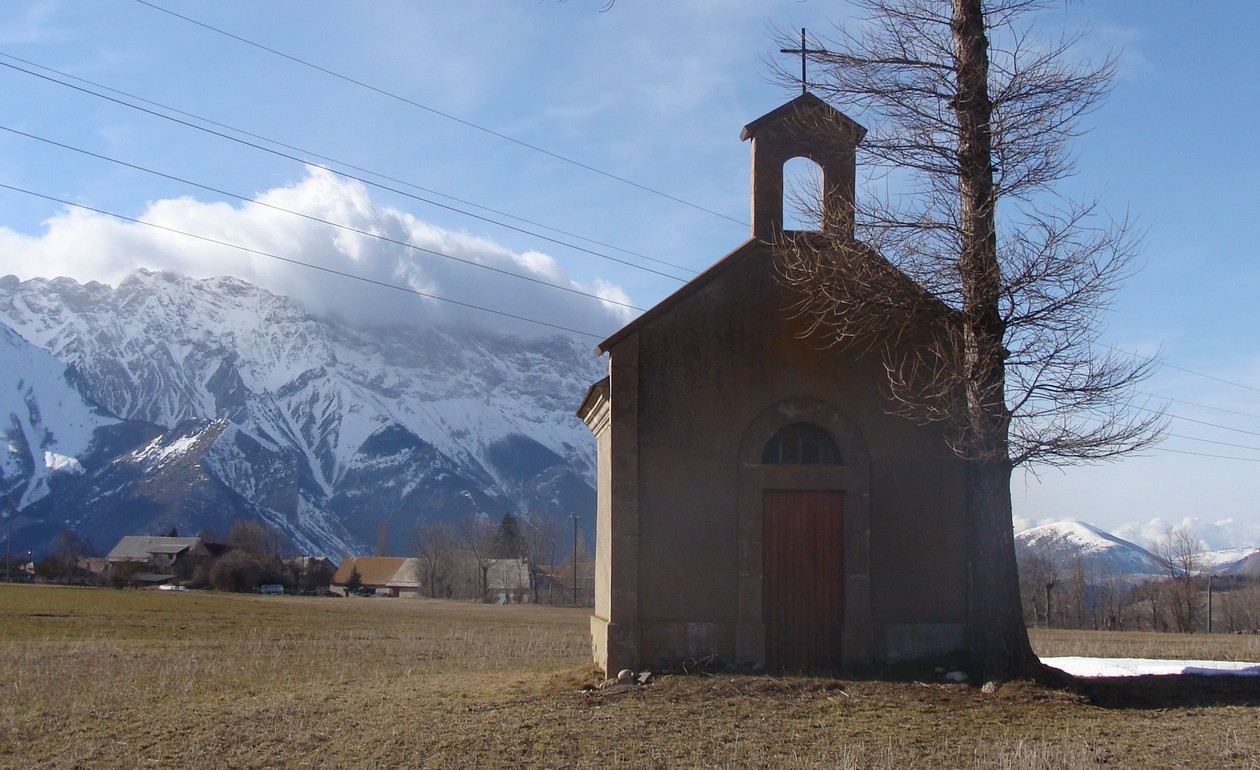
Часовня
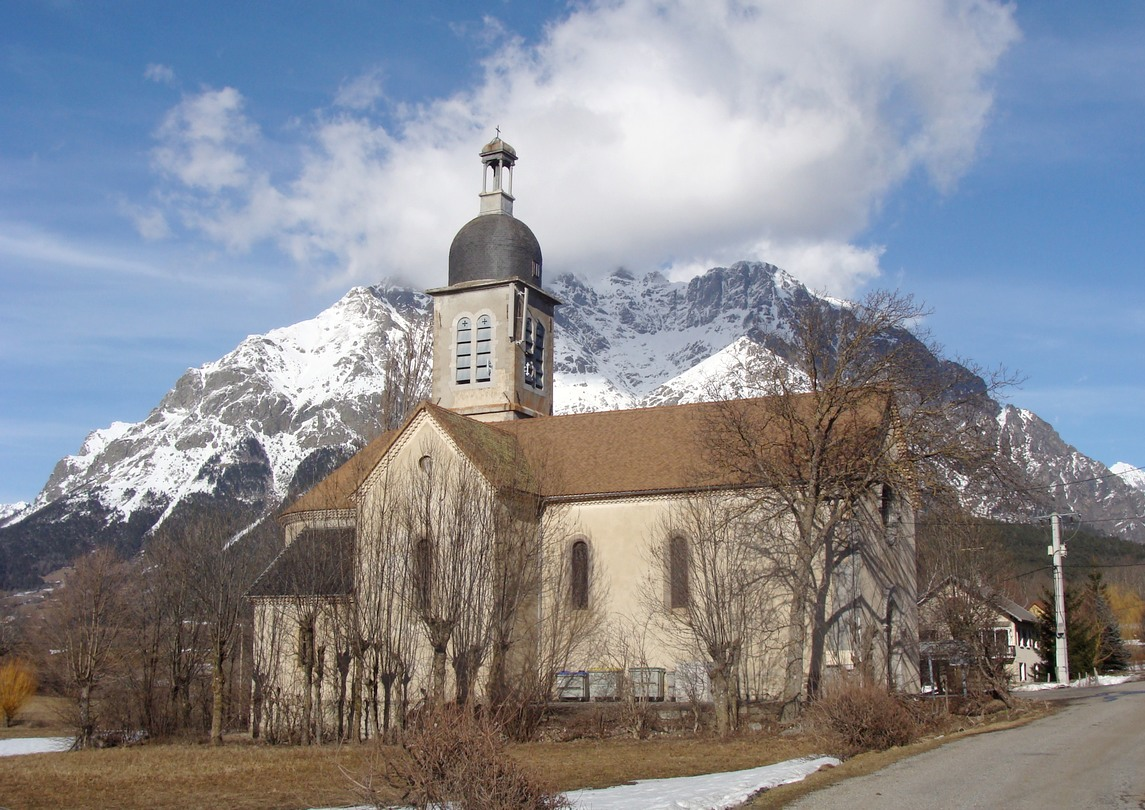
Церковь
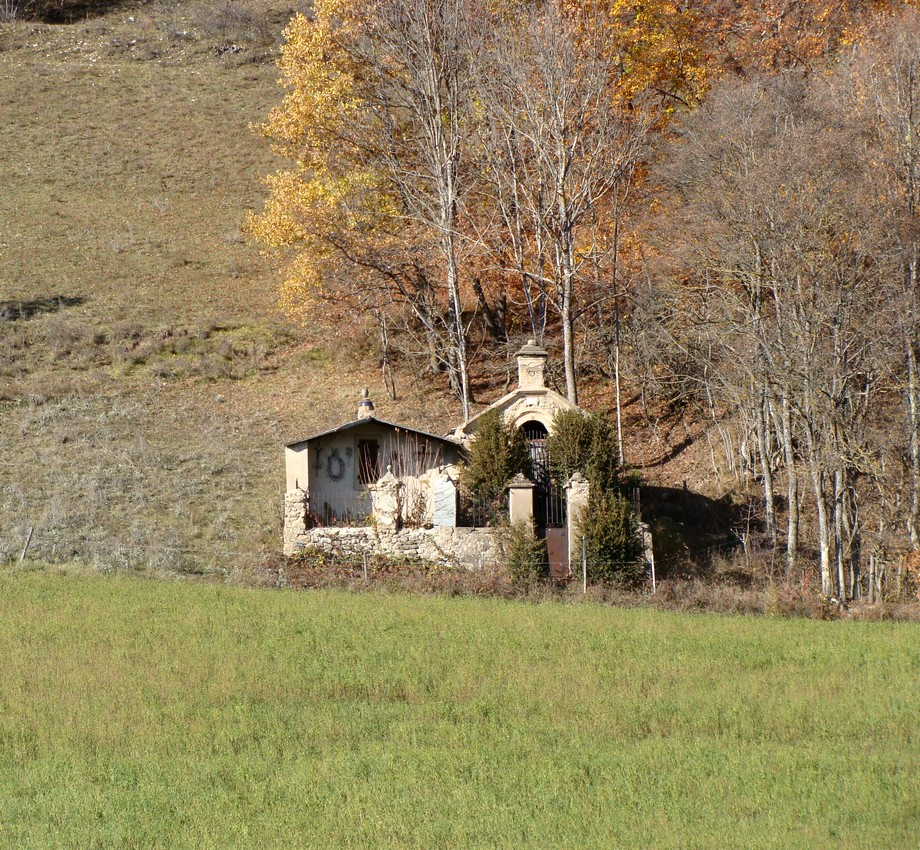
Ораторий